# Valladolid (Filipinas)
Valladolid es un municipio de Filipinas, en la provincia de Negros Occidental. Según el censo elaborado en 2000, su población ascendía a 36,416 personas en 6,653 centros de población.

## Barangayes
Valladolid se divide en 16 barangayes.
| - Alijis - Ayungon - Bagumbayan - Batuan - Bayabas - Central Tabao - Doldol - Guintorilan | - Lacaron - Mabini - Pacol - Palaka - Paloma - Población - Sagua Banua - Tabao Proper |

## Geografía
- Latitud: 10º 28' N
- Longitud: 122° 50' E

- Datos: Q195569
- Multimedia: Valladolid, Negros Occidental / Q195569

1. ↑  Worldpostalcodes.org, código postal n.º 6103.